# Filippinerna i olympiska sommarspelen 1952
Filippinerna deltog med 25 deltagare vid de olympiska sommarspelen 1952 i Helsingfors. Ingen av landets deltagare erövrade någon medalj.